# الصفا (إب)

تعديل مصدري - تعديل

الصفا محلة تابعة لقرية المعين، التابعة لعزلة شعب يافع بمديرية إب إحدى مديريات محافظة إب في الجمهورية اليمنية.، بلغ تعداد سكانها 108 حسب تعداد اليمن لعام 2004.